# Paolo Sassone-Corsi
Paolo Sassone-Corsi (Napoli, 8 giugno 1956 – Irvine, 22 luglio 2020) è stato un biologo italiano, studioso di genetica molecolare.

## Biografia
Paolo Sassone-Corsi nacque a Napoli nel 1956.
Laureatosi in scienze biologiche con specializzazione in genetica molecolare, nel 1979 si trasferì prima a Strasburgo e poi negli Stati Uniti, dove sarebbe quindi diventato direttore del "Center for Epigenetics and Metabolism" dell'Università della California - Irvine.
Vinse la Gold Medal dell'European Molecular Biology Organization nel 1994; fu membro esterno del Max Planck Institute e fellow dell'America Association for the Advancement of Science. Vinse la medaglia d'argento del Centre national de la recherche scientifique nel 2004, il Premio Bettencourt per la Ricerca Medica e il premio Fondazione IPSEN di Endocrinologia. 
Per tanti anni lavorò sui ritmi circadiani e sull'epigenetica.
Insieme allo scrittore Erri De Luca pubblicò un libro, Ti sembra il Caso?, un dialogo sul DNA e sul ruolo del caso.
Dal 2005 collaborò con l'Istituto Italiano di Tecnologia (IIT) di Genova.

## Opere
- Erri De Luca e Paolo Sassone Corsi, Ti sembra il Caso? Schermaglia fra un narratore e un biologo, Milano, Feltrinelli, 2013, ISBN 978-88-07-49143-6.